# Недзяловиці-Другі
Недзяловіце-Другі (пол. Niedziałowice Drugie) — село в Польщі, у гміні Рейовець Холмського повіту Люблінського воєводства.
У 1975-1998 роках село належало до Холмського воєводства.